# Eumorpha strigilis
Eumorpha strigilis är en fjärilsart som beskrevs av Vogel. 1822. Eumorpha strigilis ingår i släktet Eumorpha och familjen svärmare. Inga underarter finns listade i Catalogue of Life.